# ビックラゲーション
「ビックラゲーション」は、パルコ出版発行の雑誌『ビックリハウス』において、1975年7月号から1985年10月号まで連載された読者投稿コーナーである。
ビックラゲーションと言う題名は、ビックリ！コミュニケーションを合成した造語。

## 概要
ハウサー（ビックリハウス読者）が、最近ビックリした出来事を投稿するコーナー。1975年5月号の同名の特集が元になっている。
開始当初は投稿数が80通程度だったが、その後じわじわと人気が上がっていき、やがてビックリハウスの代表的なコーナーへとのし上がっていった。人気の証として、女性週刊誌などで「ぶったまゲーション」「おったまゲーション」といった類似企画が登場している。
渡辺いっけいや大槻ケンヂが常連で、最優秀賞を取った事もある。

## 基本的なスタイル
当コーナー内では、投稿された作品はビックラと呼ばれる。
まず最初に最優秀賞を発表し、その後優秀賞、佳作、悪例作品と続き、その他多数を通常取り扱い作品として掲載する。最優秀賞と優秀賞、悪例作品には選者のコメントが付く（佳作にも付く場合がある）。
最後のページには選者の後記が載せられる。
ページ数は最初は1ページだったが、投稿が増えるに従ってページも増えていき最終的に平均5~6ページを保っていた。

## 選者
- 高橋章子
- ヒップアップ : 1982年11月号で選考を行っている。また、メンバー3人もビックラを発表している。

## 単行本
1976年に『ビックラゲーション選』がブロンズ社から出版されている。

## その他
1982年に発売されたカセットブック『音版ビックリハウス 逆噴射症候群の巻』（アルファレコード）に坂本龍一が作曲した「ビックラゲーション」が収録された。曲中で朗読されるビックラは実際にコーナーに掲載された物である。